# Nooshi Dadgostar
Mehrnoosh «Nooshi» Dadgostar (Ängelholm, Suecia; 20 de junio de 1985) es una política sueca, miembro del parlamento sueco desde 2014, vicepresidenta del Partido de la Izquierda de 2018 a 2020 y presidenta desde 2020.

## Carrera

### Liderazgo del Partido de la Izquierda
El 3 de febrero de 2020, Dadgostar anunció que se postularía para líder de su partido tras la renuncia de Jonas Sjöstedt. A finales de septiembre de 2020 fue nominada oficialmente como la nueva líder del partido y el 31 de octubre, fue elegida líder del Partido de la Izquierda.
A mediados de junio de 2021, amenazó con solicitar una moción de censura contra el liderazgo del primer ministro Stefan Löfven después de que el gobierno anunciara su intención de relajar las leyes de control de alquileres en Suecia. El 15 de junio, emitió un ultimátum de 48 horas al gobierno para que retirara sus planes o, de lo contrario, retiraría al Partido de la Izquierda de la coalición gobernante. Dadgostar cumplió su amenaza, lo que resultó en una votación en la cámara, donde el Riksdag votó a favor de la moción, retirando a Löfven del poder.

## Vida personal
Sus padres se mudaron a Suecia como refugiados de Irán para escapar de la persecución a principios de la década de 1980. Creció en Hisingen. Estudió derecho en la Universidad de Estocolmo, aunque sin terminar la carrera.